# Eucalyptus wimmerensis
Eucalyptus wimmerensis är en myrtenväxtart som beskrevs av K. Rule. Eucalyptus wimmerensis ingår i släktet Eucalyptus och familjen myrtenväxter. Inga underarter finns listade i Catalogue of Life.